# ピアストル

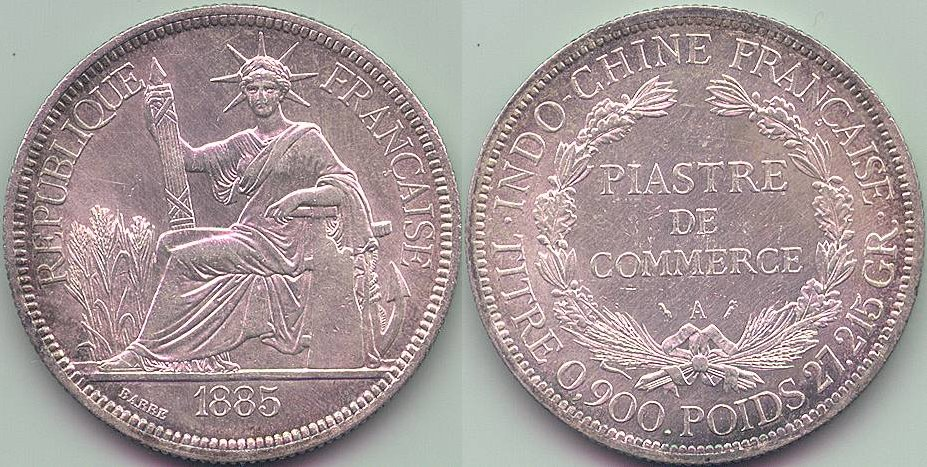
フランス領インドシナの貿易銀、1ピアストル

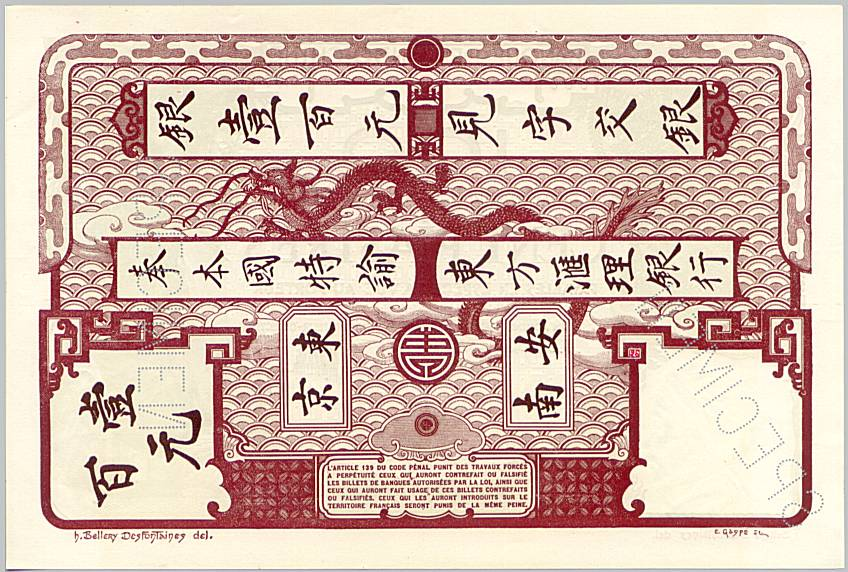
フランス領インドシナの紙幣 100ピアストル (1925年 裏のデザイン)

ピアストル (フランス語: Piastre) とは、世界各所で見られる通貨単位。

## 概要
元々は米ドル大の「シルバー・ダラー」といわれる米1ドル銀貨や、メキシコドル（メキシコ銀）といわれる8レアル、後の1ペソ銀貨などのいわゆる洋銀だった。
ピアストルとはイタリア語の「（金属の）板」（Piastra）に由来し、新大陸で発行されたメキシコドルをピアストルと呼んだベネチア商人は、メキシコドルを大量に中東に輸出し流通させた。これがオスマン帝国が通貨改革を行いメキシコドルに等しい価値の通貨クルシュを作るきっかけになった。クルシュ銀貨はヨーロッパでは「ピアストル」と呼ばれた。
ヌーベル・フランス（フランス領カナダ）のプライベートバンクで発行された銀貨も、「ピアストル」と命名された。カナダにおけるカナダドルを指す公式のフランス語は「ドル」だが、ケベック州とアカディア地方では、今なお「ピアストル」が非公式な呼称として使用されている。
またピアストルはかつて、米ドルを指すフランス語でもあった。例えばルイジアナ買収におけるフランス側の書類では「ピアストル」の表現が見られる。ただし、現代フランス人は米ドルを「Dollar（フランス語発音: [dɔlar]、ドル）」と呼ぶようになっている。

## 通貨単位
- フランス領インドシナ・ピアストル
- オスマントルコ・ピアストル

## 補助通貨単位
- 1/100 エジプト・ポンド
- 1/100 ヨルダン・ディナール
- 1/100 レバノン・ポンド
- 1/100 リビア・ポンド
- 1/100 南スーダン・ポンド
- 1/100 スーダン・ポンド
- 1/100 シリア・ポンド
- 1/180 キプロス・ポンド

新トルコリラの補助通貨であるクルシュも、一般的にピアストルとして知られている。